# 海岸町停留場
海岸町停留場（日语：／ Kaiganchō teiryūjō */?）是位於北海道函館市海岸町的函館市交通局（函館市電車）本線已被廢除的鐵路車站。

## 歷史
- 參考函館市交通局的歷史。

## 車站構造
- 海岸町停留場屬於側式2面2線。由於沒有月台，因此設置安全地帶的道路指示牌來載客。

## 車站周邊
- 國道5號
- 函館西警察署
- 函館海岸郵政局

## 相鄰車站

### 已廢除的路線
函館市交通局
本線（於1993年4月1日被廢除）
若松町－海岸町－萬代町